# 嗚呼!バラ色の珍生!!
『嗚呼!バラ色の珍生!!』（ああ バラいろのちんせい）は、日本テレビで1994年10月27日から2001年3月15日にかけて、約7年間の間放送していた島田紳助司会のヒューマンバラエティ番組。略称は「バラ珍」。放送日時は毎週木曜 19:00 - 19:54 (JST) 、1999年4月以降は19:58まで放送。

## 概要
1987年まで同局で放送されていた『それは秘密です!!』の親族との再会のコーナーを形を変えて復活させ、『目撃!ドキュン』『完全特捜宣言!あなたに逢いたい!』（共にテレビ朝日系）と同様、人探しバラエティ・公開捜査番組。毎回、生き別れになった肉親や家族、大事な人を捜してほしいと視聴者が番組に依頼し、半年単位でスタッフが探し、見つかった際には感動のご対面が行われるという、前述の番組群とほぼ同じ流れで進行していた。
放送当初の半年間は、それ以降とは番組の内容が全く異なり、出演した素人の不幸話VTRに対し、徳光和夫らパネラー陣が席のボタン（得点を加算するプラスボタンと減算するマイナスボタンの2種類）を押して評価するというものであった。ボタンを押した回数の合計で最終的な評価が決まり、賞金（番組内では「お小遣い」と呼ばれていた）を貰える。パネラーの中でも特にトミーズ雅は話の内容よりも出演素人への興味で他のパネラーよりも多くの回数ボタンを押しており、紳助がその都度減算していた。
オウム真理教事件が起きたため、1995年4月20日から同年5月11日までオウム真理教事件関連番組（『NNNニュースプラス1』の拡大版）が編成され、当番組は一時休止する。
そして5月18日のプロ野球中継を挟み、5月25日から番組内容を一新。前半は主に苦手だったことを克服するなどのチャレンジャーを追うドキュメンタリーコーナーを放送、後半は生き別れの家族などを捜索する（後半のコーナーのように、テレビを通じて捜査協力を呼びかける、いわゆる「公開捜査」のスタイルは、テレビ朝日系『奇跡の扉 TVのチカラ』などでも使用されている）コーナー、および同局系『それは秘密です!!』『ルックルックこんにちは』「小金治の驚きの再会」コーナーを引き継ぐ形で感動のご対面のコーナーとなった。
この感動のご対面が好評で、次第に人気番組に駆け上がり、2時間スペシャルでは番組丸ごとをご対面に使ったり、レギュラー放送でも2組のご対面を行ったこともある（通常は1組）。また、この形式のヒューマンバラエティーが当時人気を博していたため、この時期は他局でもそれぞれ違う曜日に19時台にこのタイプの番組を放送していた。感動のご対面は過去183組が果たしている。番組は最高視聴率25.0%（関東地区）という人気番組に成長した。
依頼人が捜索依頼している人物が見つかったときに、司会の紳助が「我々スタッフが一生懸命、一生懸命捜しました。○○さん見つかりましたよ」などと依頼人に語りかけるシーンが番組のハイライトである。紳助はもちろん、レギュラーパネリストの徳光はじめ出演者全員のVTRを見る様子が随所で映し出されていた。中でも徳光のコメントはまさに小金治を彷彿させるものであった。ものまねタレントのコージー冨田が紳助ものまねのレパートリーとして使用している。また、陣内智則のコント「鼻歌検索」でも、「あなたの鼻歌を一生懸命捜しました。あなたの鼻歌見つかりましたよ」などと、当番組を連想させるシーンが存在する。
もっとも、依頼人が高齢者で、「数十年前の恩人を捜してもらいたい」などといった古い依頼の場合、捜していた相手が既に亡くなっていたという例も何度かあった。そのような場合には、亡くなった本人の家族が代理としてスタジオに登場し、依頼人から感謝の言葉を受けていた。
また、ある男性から生き別れの母親を捜してもらいたいという依頼があり、母親は見つかったものの、対面の直前に依頼人が不慮の事故に遭ってしまい、病院で昏睡状態のまま再会するという悲劇もあった（その後、依頼人は意識を取り戻すことなく、母親に見守られながら息を引き取ったという）。
番組の中で生き別れの家族を捜したところ、捜す相手の家族側が、テレビ朝日の類似番組である上記『目撃!ドキュン』で本番組の依頼者側を捜しており、放送前に両局で調整が行われるという珍事もあった。
その他、ある女性から生き別れの姉を捜してもらいたいという依頼があった時、依頼人の希望通り姉は見つかったが、その姉から事情をくわしく聞いたところ、実は依頼人が物心つく前に生き別れとなった姉がもう1人いることが判明。番組のスタッフは依頼人に内緒でもう1人の姉も捜し出し、三十数年ぶりの三姉妹感動の再会を実現させた。スタッフの捜していた相手が新たな依頼人になったという、非常に珍しいパターンであった。
1997年12月31日 18:30 - 21:00には、『嗚呼!バラ色の珍生!!今年最後の生放送!感動のご対面スペシャル』と題した特別番組が放送され、1997年放送当時に数か月に渡って捜索していた、ご対面は困難とされていた生き別れになった親子のご対面を、大晦日の生放送に実現させるなど、当時の日本テレビを代表する番組となっていた。さらにこの日は当番組の後、21:00 - 23:45にTBSで『オールスター感謝祭』の派生番組『サヨナラ'97年末感謝祭 景気回復スペシャル!! クイズ!今年の常識王』も生放送され、紳助ははしごで麹町から赤坂のTBSに向かった。1998年6月は1か月間放送がなかった。
後にAKB48のメンバーとなる大島優子が子役時代に再現VTRに出演したことがある（2010年5月22日放送『メレンゲの気持ち』より、本人談）。また、楽しんごも出演経験がある（2011年3月7日放送『人生が変わる1分間の深イイ話』より）。
感動のご対面の時に多くの回で久石譲の曲が使われており再会の瞬間にはBGMに「TwoofUs」が使用され、捜索者募集の時のBGMには「Highlander」が使用されていた。
また映画『ラスト・オブ・モヒカン』の曲も多くの回で使用されていた。

## 番組終了後
ご対面のコーナーは後に『別れてもチュキな人』でも行われた。
紳助が『松紳』（広島テレビ制作→日本テレビ制作）や『クイズ!紳助くん』（ABC）で本番組の裏側について語ったことがあり、総合すると捜し人の居場所や現況はほぼ判明できたという。その相手側が面会を拒否した際は放送で「見つかりませんでした」と結論付けることがあった。捜索スタッフは多く、宴会の席に百数十人集まったという。
2001年の大晦日には2時間枠で復活特番が放送されている。司会は通常放送末期同様、紳助と森富美アナが担当した。
TBS（一部系列局）は2006年10月 - 2009年3月まで木曜19時台に本番組のレギュラーパネラーでもあった徳光を司会に据え、本番組と同じく再会をテーマとしたバラエティ番組『徳光和夫の感動再会"逢いたい"』を放送した（源流となった特番『徳光&安住の感動再会"逢いたい!"スペシャル』を2000年頃から放送していた）。
また、日本テレビでは類似した番組は何度も特番等で放送されているが、特にその中でも特記すべき番組として約6年後の2007年5月24日には同じ紳助司会の『泣いた笑った! ご対面あの人に会いたい』が同じ木曜19時台で放送された。
同様に、紳助司会時代の『行列のできる法律相談所』（2008年3月16日放送分）において、本村健太郎が初恋の女性と再会する際、紳助は本番組風のナレーションを行っていた。
その後の日本テレビの木曜19時台は低迷期に入り、2004年4月に開始した『天才!志村どうぶつ園』（2007年4月より土曜19時台に枠移動）で一時的に視聴率を持ち直したが、2009年4月に開始した『サプライズ』（同年10月から『SUPER SURPRISE』に改題）開始後は再び低迷。番組の入れ替えを繰り返した。2018年10月からは『THE突破ファイル』が放送されている。

## 出演者

### 司会
- 島田紳助

### 歴代アシスタント
- 篠原涼子 - 1994.10～1996.3
- 大河内奈々子 - 1996.4～1997.3
- 新山千春 - 1997.4～1998.9
- 菊池美緒（現松井稼頭央夫人） - 1998.10～1999.9
- 森富美（日本テレビアナウンサー） - 1999.10～2001.3

### パネラー
- 徳光和夫 - 2001年大晦日放送の復活特番にも出演。
- 山口美江 - 番組初期に出演。
- 高木美保 - 山口の芸能界引退に伴い、その入れ替わりとして1996年頃から出演。
- 飯島愛 - 2001年大晦日放送の復活特番にも出演。
- 風見しんご - 2001年大晦日放送の復活特番にも出演。
- 山口もえ - 番組中期以降に出演。

### 賞品紹介
- バッキー木場 - 初期の「不幸話」時代のみに出演。

### ナレーション
- 難波圭一
- 広中雅志
- 江森浩子
- 伊倉一恵

## スタッフ
最終回時点
- テーマ曲：レインボウズ『バラ・バラ』
- 構成：詩村博史、沢口義明、田中直人、倉本美津留、渡辺哲夫、小野高義、竹尾明子、吉田豪、池田一之、遠藤彩見
- TM：鈴木康介（1997年10月から）
- TD：高梨正利
- カメラ：山田祐一
- 音声：大島康彦
- 照明：坂口尚真
- 調整：佐藤満
- 美術：鈴木喜勝、星野充紀（星野→初期は美術進行）
- 電飾：上野厚子
- 装置：才原裕二
- 小道具：林孝一
- 音効：吉田比呂樹
- TK：恩田明子
- 編集：宮原明男
- MA：和田龍彦
- 美術協力：日本テレビアート
- 技術協力：コスモ・スペース、ヌーベルバーグ、フォーディメンションスタジオ
- 協力：吉本興業、アガサス /GPA USA、ロサンゼルス
- リサーチプロデューサー：古杉美香（以前は取材）
- 取材：荒木巨奈、吉岡五月、田代まゆみ
- 取材協力：フリード（以前はリサーチ）、クラッシー
- デスク：坂井康世
- 広報：神山喜久子
- 調査：原徳康
- アシスタントプロデューサー：下田明宏、小坂真由美、竹下美佐
- 演出補：三藤豊、川本賢一郎、宇野恵介、廣田健介、中本訓彦、三浦佳憲、渡辺祐示、松井聡子、森英恵、鈴木亮二、重野麻理子、杉本ルリ子、井出哲人、松野恵子、小原広嗣、大渕弘一郎、白木浩、石塚忠宏、石橋照久、持田順也、伊藤大輔、後藤雅彰、長井香織、宇都宮優貴子、宮沢剣
- ディレクター：佐藤栄記、磯田修、鴨井義明、木村光一、石塚宏充、長谷川九実子、山泉貴弘、内田浩、飯野修一、原真人、外山武史、牛込剛、山田直樹、真山梨枝、鈴木淳子、鬼丸尚、倉田忠明
- 演出：鈴木守、小島俊一、島田顕、福井宏、柳井誠也、永原啓一
- 総合演出：雨宮秀彦
- プロデューサー：磯野太/神尾育代（NCV）、小山伸一（ZION）、和田隆（創輝）、松原寛（日企→アガサス）、山上恵子（日企）
- チーフプロデューサー：桜田和之（初期はプロデューサー）
- 制作協力：ZION、創輝、日企、NCV
- 製作著作：日本テレビ

2001年復活特番
- 構成：沢口義明、竹尾明子
- TM：秋山真
- SW：高梨正利
- CAM：山田祐一
- 音声：大島康彦
- 照明：坂口尚真
- 調整：菅谷典彦
- SDC：石渡敏幸
- 中継
  - プロデューサー：加島和裕（STV）
  - TD：梶原義則（STV）、飯島彰夫
- 美術：鈴木喜勝、星野充紀
- 電飾：才原裕二
- 大道具：苑田英和
- 小道具：米山幸一
- メイク：斉藤睦
- 音効：吉田比呂樹
- TK：西岡八生子、恩田明子
- 編集/MA：オムニバス・ジャパン
- 美術協力：日本テレビアート
- 協力：吉本興業、アガサス、東京ジョイポリス、JR北海道、赤平市、東武博物館
- リサーチプロデューサー：古杉美香
- 取材：吉岡五月
- 技術協力：ヌーベルバーグ、NTV映像センター、札幌映像プロダクション、コールツプロダクション、コスモ・スペース
- 広報：西室由香里
- デスク：坂井康世
- アシスタントプロデューサー：下田明宏、小坂真由美、羽村直子
- FM：芦澤英祐
- 演出補：伊藤大輔
- ディレクター：鈴木守、島田顕、柳井誠也、鈴木基之、山田直樹、小川潔、永原啓一、磯田修、丸山信也、鴨井義明、鴨井梨枝、福井宏
- 演出：小島俊一
- 総合演出：雨宮秀彦
- プロデューサー：磯野太、松原寛、和田隆、小山伸一、神尾育代、持留昭子、山上恵子
- チーフプロデューサー：桜田和之
- ネット協力：札幌テレビ放送
- 制作協力：創輝、ZION、NCV、日企、TV-S!ON
- 製作著作：日本テレビ

### 過去のスタッフ
- 構成：堀江利幸、三俣麻弥、中村恵子
- TP：大熊登、北村嘉明、小西昌司
- カメラ：仲原和一、清田忠秀
- 音声：三石敏生
- 調整：大沼成康、九里隆雄、佐久間治雄、菅谷典彦、中鉢加奈子、高田彰彦、遠藤忠、山下陽奈
- 美術：高野豊
- デザイン：石附千秋、中村桂子
- 大道具：海老沼浩二
- 小道具：吉田浩、塩ノ谷裕一(二)
- 電飾：松田光代
- オブジェ：前田賢治、岩瀬充幸
- 音効：村田好次
- TK：采岡洋子
- 編集：高橋亮、新井隆水、宮原麻理子
- MA：高橋昭雄、川田浩史、斉藤賢治
- ロケ技術：フェスタ・プランニング
- 技術協力：NTV映像センター
- リサーチプロデューサー：佐藤久美子（以前は取材）
- 取材協力：RYリサーチ
- リサーチ：アガサス、W・M・C（ワールドメディアカンパニー）、TMC（東京メディアコネクション）、ユヌ・ファクトリー、リブレ他
- デスク：桜井園子
- 広報：大関雅人、片岡英彦
- AP：山本順子（以前は制作進行）、田中悦子（以前はアシスタントプロデューサー→制作進行→ロケ進行）
- 調査：稲葉潔
- 取材：加藤哲朗、横山晋哉、清水啓司、佐藤久美子、香山博人、小原知佐子、岡村美佳、渋井ゆり子、伊藤洋次、北岡美紀、猪股有紀子
- 演出補：小沼令子、浦田祐一郎、芦澤英祐、西口晃彦、松岡浩、安達敏春、呉亘治、貝淵清市朗
- ディレクター：世良田佳男、廣友忠伸、原園明彦、宮崎幸雄、伊藤稔、田辺馴伊地、川勝茂、丸山信也、坂田夕子、大武智治、谷戸征志、上野隆之、真山梨枝、鈴木淳子
- 演出：鈴木豊人、鈴木基之、斎藤政憲、三浦正樹
- プロデューサー：土屋泰則、安岡喜郎、藤川和彦
- チーフプロデューサー：渡辺弘、篠崎安雄

## スポンサー
放送開始当初は異例のスポンサー無しで、一部のネット局では独自のスポンサーを付けるなどするローカルセールス枠だった。一部の遅れネット局は開始前と終了後にそれぞれタイトルと提供クレジットが独自に表示された。CMはなく、日本テレビの各番組の番組宣伝だった。1999年4月からは後半30分においてP&Gを始めとする複数社（P&Gは60秒、他の4社は30秒）提供によるネットワークセールス枠となり、2000年10月から最終回までは1社30秒ずつ6社による複数社提供となった（前番組の『列島くらべてグルメ!』では、後半30分に提供クレジットとスポンサーがあった）が、日本テレビ系列におけるゴールデンタイムのローカルセールス枠は『笑神様は突然に…』（2015年4月以降・1900枠）まで16年のブランクが生じることとなった。
提供クレジットの出し方は前クレ部分は同局のナイター中継と同様に下面表示（コメント無し、2003年10月の『トナリの悩みの解決人』以後提供コメントあり)、後クレ部分は全面表示で提供コメントもある。この対応は、後の『モクスペ』まで受け継がれた。

## ネット局
| 放送対象地域  | 放送局                    | 系列                                         | 備考      |
| ------------- | ------------------------- | -------------------------------------------- | --------- |
| 関東広域圏    | 日本テレビ（NTV）         | 日本テレビ系列                               | 制作局    |
| 北海道        | 札幌テレビ（STV）         | 日本テレビ系列                               | [ 注 1 ]  |
| 青森県        | 青森放送（RAB）           | 日本テレビ系列                               | [ 注 2 ]  |
| 岩手県        | テレビ岩手（TVI）         | 日本テレビ系列                               | [ 注 3 ]  |
| 宮城県        | ミヤギテレビ（MMT）       | 日本テレビ系列                               |           |
| 秋田県        | 秋田放送（ABS）           | 日本テレビ系列                               | [ 注 4 ]  |
| 山形県        | 山形放送（YBC）           | 日本テレビ系列                               |           |
| 福島県        | 福島中央テレビ（FCT）     | 日本テレビ系列                               |           |
| 山梨県        | 山梨放送（YBS）           | 日本テレビ系列                               |           |
| 新潟県        | テレビ新潟（TeNY）        | 日本テレビ系列                               | [ 注 5 ]  |
| 長野県        | テレビ信州（TSB）         | 日本テレビ系列                               |           |
| 静岡県        | 静岡第一テレビ（SDT）     | 日本テレビ系列                               | [ 注 6 ]  |
| 富山県        | 北日本放送（KNB）         | 日本テレビ系列                               |           |
| 石川県        | テレビ金沢（KTK）         | 日本テレビ系列                               | [ 注 7 ]  |
| 福井県        | 福井放送（FBC）           | 日本テレビ系列 テレビ朝日系列                | [ 注 4 ]  |
| 中京広域圏    | 中京テレビ（CTV）         | 日本テレビ系列                               |           |
| 近畿広域圏    | 読売テレビ（ytv）         | 日本テレビ系列                               | [ 注 8 ]  |
| 鳥取県 島根県 | 日本海テレビ（NKT）       | 日本テレビ系列                               |           |
| 広島県        | 広島テレビ（HTV）         | 日本テレビ系列                               | [ 注 9 ]  |
| 山口県        | 山口放送（KRY）           | 日本テレビ系列                               |           |
| 徳島県        | 四国放送（JRT）           | 日本テレビ系列                               | [ 注 4 ]  |
| 香川県 岡山県 | 西日本放送（RNC）         | 日本テレビ系列                               |           |
| 愛媛県        | 南海放送（RNB）           | 日本テレビ系列                               |           |
| 高知県        | 高知放送（RKC）           | 日本テレビ系列                               |           |
| 福岡県        | 福岡放送（FBS）           | 日本テレビ系列                               |           |
| 長崎県        | 長崎国際テレビ（NIB）     | 日本テレビ系列                               |           |
| 熊本県        | くまもと県民テレビ（KKT） | 日本テレビ系列                               |           |
| 大分県        | テレビ大分（TOS）         | フジテレビ系列 日本テレビ系列                | [ 注 10 ] |
| 宮崎県        | テレビ宮崎（UMK）         | フジテレビ系列 日本テレビ系列 テレビ朝日系列 | [ 注 10 ] |
| 鹿児島県      | 鹿児島読売テレビ（KYT）   | 日本テレビ系列                               |           |
| 沖縄県        | 沖縄テレビ（OTV）         | フジテレビ系列                               | [ 注 10 ] |

※1996年10月から2000年9月までは、スカイパーフェクTV!のCS★日テレでも放送されていた。